# Дороднова, Оксана Анатольевна
Окса́на Анато́льевна Дородно́ва (14 апреля 1974, Москва, СССР) — российская гребчиха, бронзовый призёр Олимпийских игр. Заслуженный мастер спорта России.

## Карьера
На Олимпийских играх 2000 года Оксана в составе парной четвёрки выиграла бронзовую медаль. На предыдущей Олимпиаде Дороднова стала 7-й, в 2004 году 4-й, а в 2008 вновь 7-й.
В 1998 году завоевала серебро на чемпионате мира, а в 1999 и 2005 бронзу.

## Образование
Окончила Российскую государственную академию физической культуры.